# تپه قره بابا
تپه قره بابا مربوط به دوره اشکانیان - دوره ساسانیان است و در شهرستان بستان‌آباد، بخش تیکمه داش، روستای قره بابا واقع شده و این اثر در تاریخ ۱۰ دی ۱۳۸۱ با شمارهٔ ثبت ۶۶۷۶ به‌عنوان یکی از آثار ملی ایران به ثبت رسیده است.